# Bette Nesmith Graham
Bette Nesmith Graham, nata Bette Clair McMurray (Dallas, 23 marzo 1924 – Richardson, 12 maggio 1980), è stata un'imprenditrice statunitense.
Nota per l'invenzione della formulazione originale del bianchetto, in qualità di fondatrice della Liquid Paper. Nel 1979 l'azienda fu venduta alla Gillette per 47,5 milioni di dollari più royalty sulla vendita del prodotto.
È la madre di Michael Nesmith, cantautore dei The Monkees e produttore cinematografico.

## Biografia
Bette nacque a Dallas in Texas, figlia di Jesse McMurray, che lavorava in un negozio di ricambi d'auto, e Christine Duval, artista dilettante che gestiva un negozio di maglieria. La madre le insegnò i rudimenti della pittura.  Crebbe a San Antonio e lasciò la scuola prima di diplomarsi per sposarsi col suo ragazzo del liceo, Warren Audrey Nesmith (1919-1984). Diede alla luce un figlio nel 1942, quando il marito soldato era già oltreoceano, impegnato nella guerra. Poco dopo il ritorno del marito i due divorziarono e Bette si ritrovò madre single. Suo padre morì all'inizio degli anni '50, lasciandole alcune proprietà a Dallas. Lei, sua madre e sua sorella Yvonne si trasferirono lì e Bette trovò impiego nel settore bancario. Raggiunse la posizione di segretaria esecutiva, la più alta posizione disponibile a quel tempo alle donne in questo settore.
Cancellare gli errori commessi dalle macchine da scrivere elettriche usate in quel periodo era difficile e Bette non era granché come dattilografa. La quantità di errori che produceva con una nuova macchina molto sensibile e veloce la spinse a cercare una soluzione. Notando come nella pittura l'artista correggeva un errore dipingendoci sopra piuttosto che cancellarlo, miscelò delle tempere per creare un correttore della giusta tonalità e consistenza.
Bette usò per diversi anni una vernice correttiva da lei ideata, che trovò ottima accoglienza tra i colleghi, costringendola al lavoro notturno per sistemare gli errori altrui, ma non tra i responsabili. Iniziò a commercializzarla in maniera casalinga, non potendo permettersi di creare un'azienda e brevettare il prodotto. Continuò nel frattempo ad apportare miglioramenti utilizzando come laboratorio la cucina di casa, studiando in biblioteca e facendosi aiutare dall'insegnante di chimica del figlio, che frequentava la Thomas Jefferson High School in Dallas. Il nome inizialmente scelto per il suo liquido di correzione per macchina per scrivere era Mistake Out ("Via l'errore"). Licenziata nel 1958 per aver erroneamente inserito il nome della sua nuova azienda Mistake Out Company sulle lettere della banca, si dedicò completamente al suo prodotto.
Nei primi anni la piccola azienda operava in perdita e Bette creò nel giardino di casa una struttura metallica di circa 3×8 metri dove concentrò produzione e imballaggio del prodotto.
Bette offrì il suo prodotto all'IBM (al tempo produttrice principale di macchine da scrivere elettrica) che declinò, iniziando a commercializzare una propria versione di bianchetto solo nel decennio successivo.
Nel 1962 Bette sposò Robert Graham, che la affiancò nella conduzione dell'azienda.
Nel 1968 la società vide la costruzione di una nuova sede nel centro di Dallas. Il prodotto era già stato rinominato Liquid Paper e brevettato. Si era oramai imposto sul mercato e nel 1967 aveva già raggiunto il milione di dollari di vendite.
Bette e Robert divorziarono nel 1975. Robert tentò anche di estromettere dalla gestione degli affari l'ex-moglie, con l'aiuto di alcuni dirigenti, ma senza successo.
Liquid Paper venne venduta alla Global Gillette per 47,5 milioni di dollari nel 1979. All'epoca l'azienda impiegava 200 persone e produceva 25 milioni di bottiglie di carta liquida all'anno.
Raggiunto il successo negli anni settanta, creò la Gihon Foundation, per supportare finanziariamente donne impegnate in attività artistiche, e la Bette Clair McMurray Foundation, per supportare novelle imprenditrici.
Bette morì pochi mesi dopo la cessione della società il 12 maggio 1980, all'età di 56 anni, a Richardson in Texas.

## Stile di amministrazione
Fin dall'inizio, Graham ha gestito la sua compagnia con una combinazione unica di spiritualità, egualitarismo e pragmatismo. Cresciuta come metodista, Graham si convertì al cristianesimo scientista nel 1942, e questa fede la ispirò allo sviluppo della sua "Dichiarazione di politica" corporativa. In parte codice etico, in parte filosofia aziendale, ha trattato di tutto, dalla sua fede in un "Essere Supremo" all'attenzione per il processo decisionale decentralizzato e l'enfasi sulla qualità dei prodotti, fino alla motivazione del profitto. Credeva anche che le donne potessero portare una maggiore qualità umanistica e nutritiva al mondo degli affari maschile, e lo ha fatto lei stessa includendo una fascia verde con un laghetto per i pesci, una biblioteca per i dipendenti e un centro di assistenza all'infanzia nella sua nuova sede aziendale nel 1975.

## Eredità
Il suo unico figlio, il musicista Michael Nesmith ha ereditato metà del patrimonio di sua madre di oltre 50 milioni di dollari. Una parte ha finanziato la Fondazione Gihon che ha fondato il Council on Ideas, un think tank con un centro di ritiro situato a nord di Santa Fe attivo dal 1990 al 2000 e dedicato allo studio dei problemi del mondo. Nel 2018 il New York Times pubblicò per lei un necrologio tardivo.